# Vals essenvlieskelkje
Het vals essenvlieskelkje (Hymenoscyphus fraxineus) is de anamorfe (ongeslachtelijke) verschijning van de schimmel die essentaksterfte veroorzaakt bij gewone es (Fraxinus excelsior)  en smalbladige es (Fraxinus angustifolia). 
Hymenoscyphus fraxineus is de naam van de geslachtelijke vorm. Deze schimmel is een invasieve exoot en komt oorspronkelijk uit Oost-Azië. De schimmel werd in 2006 beschreven na het optreden van essensterfte in Polen en Litouwen in de jaren 1990. Vier jaar later werd de geslachtelijke vorm ontdekt. In 2012 had de ziekte zich verspreid naar Nederland, Roemenië, Rusland, Groot-Brittannië, Ierland. België, Frankrijk, Hongarije, Italië en Luxemburg.
Chalara fraxinea tast zowel jonge als oude bomen aan en dringt het parenchym van de houtstralen binnen. Chalara fraxinea leeft parasitair in bladweefsels, twijgen en verhoute delen van de boom. Het is nog niet duidelijk hoe de schimmel zich verspreidt.

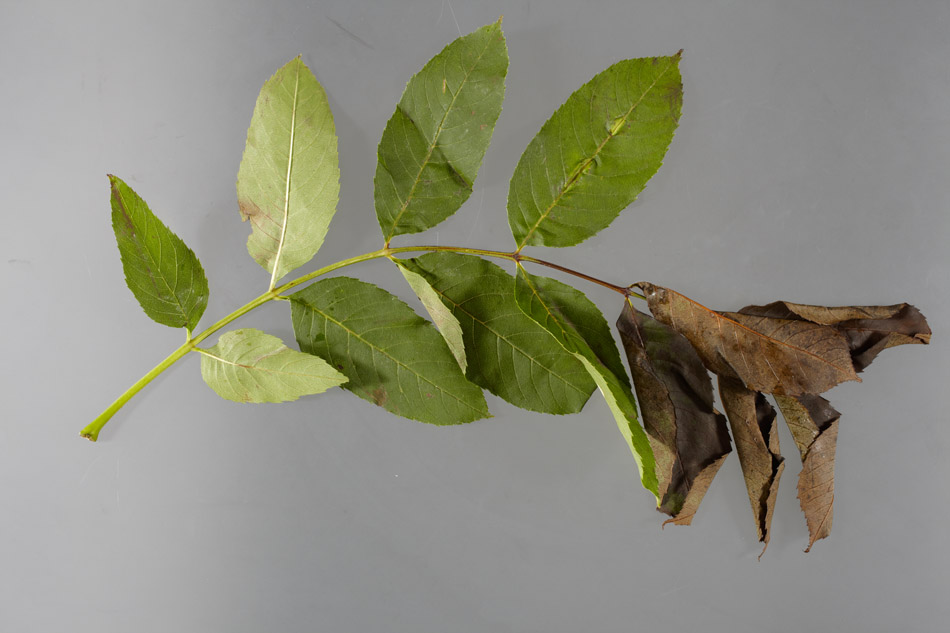
Verdorring van de blaadjes door necrose van de bladspil
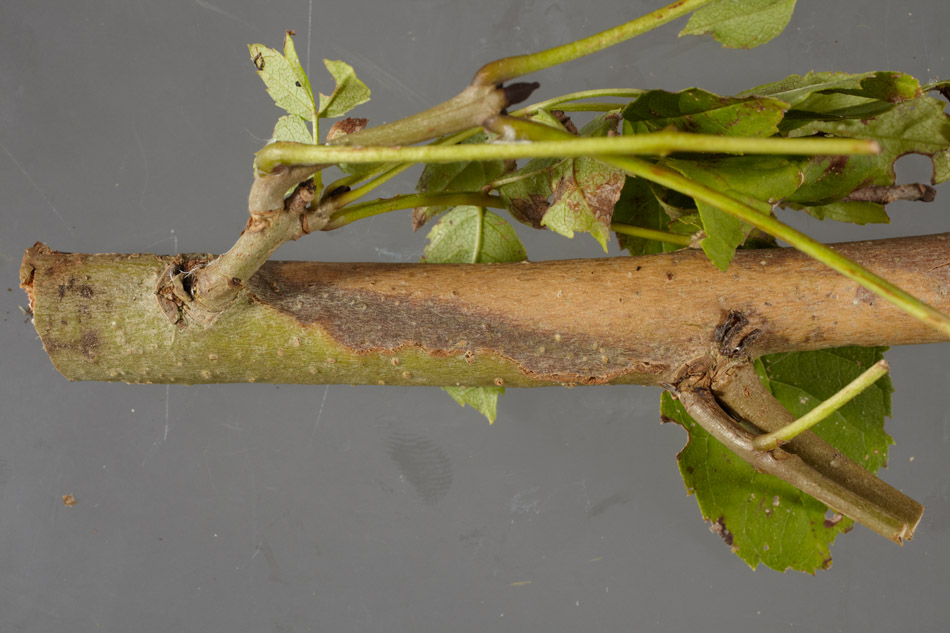
Smalle lensvormige laesies op de bast
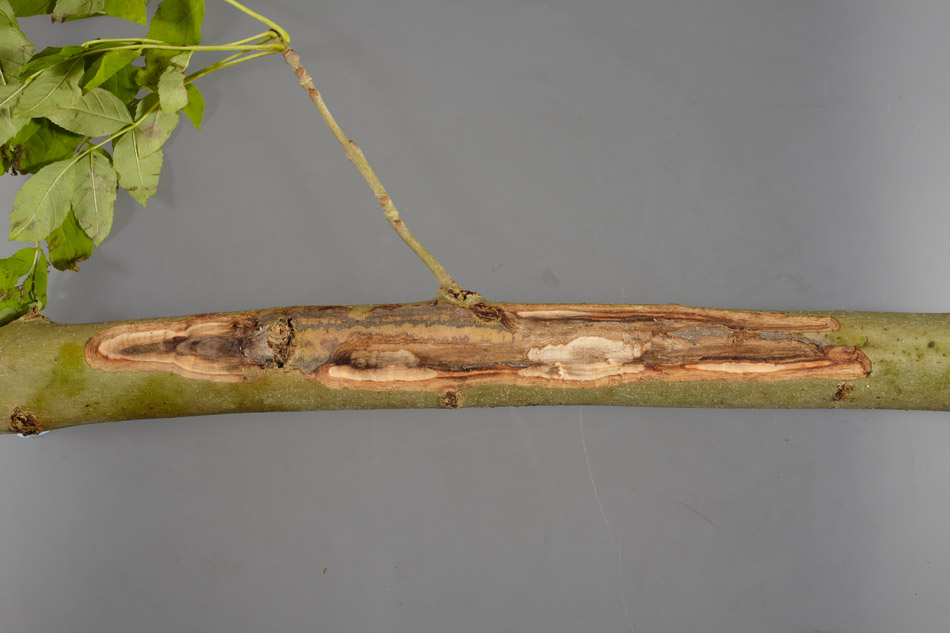
Een grote laesie op een tak

## Kenmerken op voedingsbodem vanChalara fraxinea
Op de voedingsbodem vormt de schimmel een maasvormig, in de lucht groeiend mycelium, dat in het begin wit is, maar later roodbruin tot grijsachtig of zwart verkleurt. De vegetatieve schimmeldraden zijn doorschijnend tot olijfbruin met slechts enkele verdikkingen. In oudere culturen komen verdikte, pigmentcellen voor. De 20-40  µm lange fialiden staan los van elkaar op de vegetatieve schimmeldraden

## Teleomorfe vorm

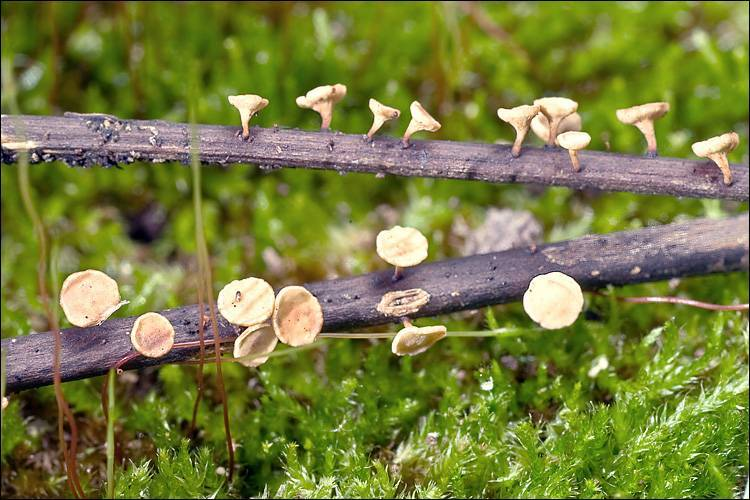
Vruchtlichamen vals essenvlieskelkje

Hymenoscyphus fraxineus (synoniem:Hymenoscyphus pseudoalbidus) is de teleomorfe (geslachtelijke) vorm, hij werd voor het eerst beschreven in 2010. Onderzoek aan herbariummateriaal heeft aangetoond dat de schimmel al in 1978 in Midden-Europa voorkwam. Hymenoscyphus pseudoalbidus komt voor op de bladspil van afgevallen bladeren. De schimmel behoort tot de Ascomyceten (zakjeszwammen). De vruchtlichamen zijn witte, bekervormige apotheciën, die 2–7 mm groot zijn. De ascosporen zijn kleverig en 15-22 µm groot. Ze worden via de lucht verspreid.